# Světlík
Světlík (niem. Kirchschlag) – gmina w Czechach, w powiecie Český Krumlov, w kraju południowoczeskim. Według danych z dnia 1 stycznia 2013 liczyła 258 mieszkańców.